# Dredy

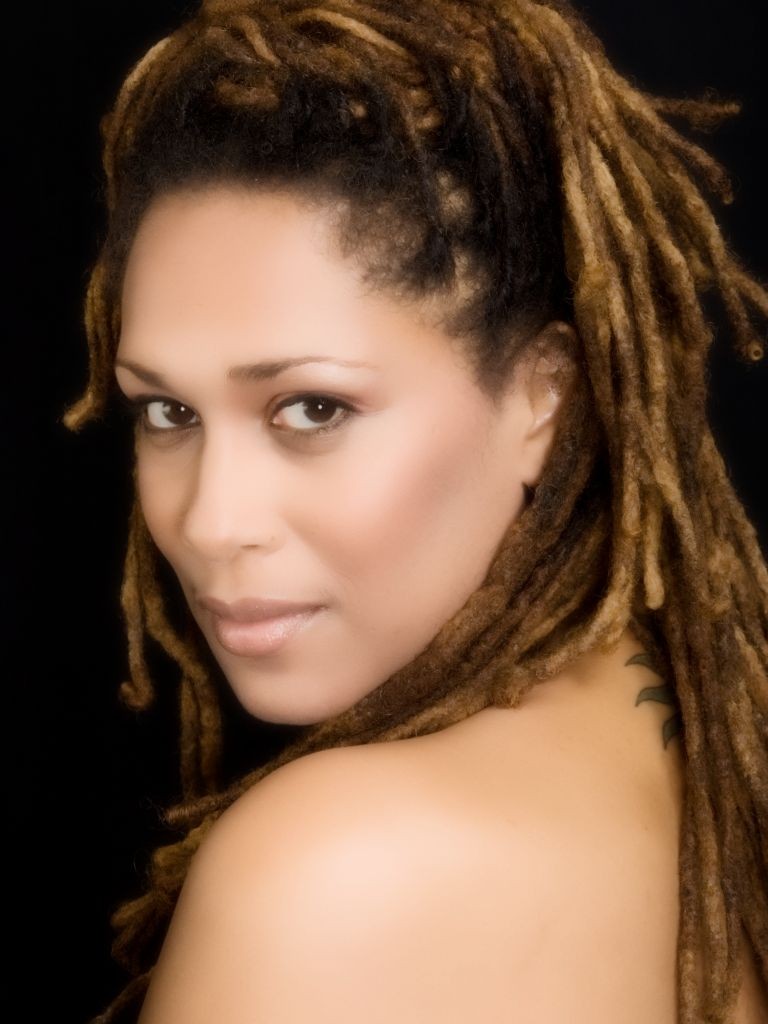
Kobieta z dreadami

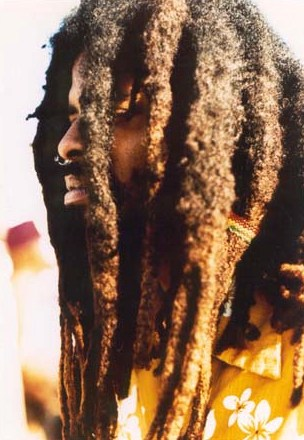
Rastaman z grubymi, nieregularnymi dredami

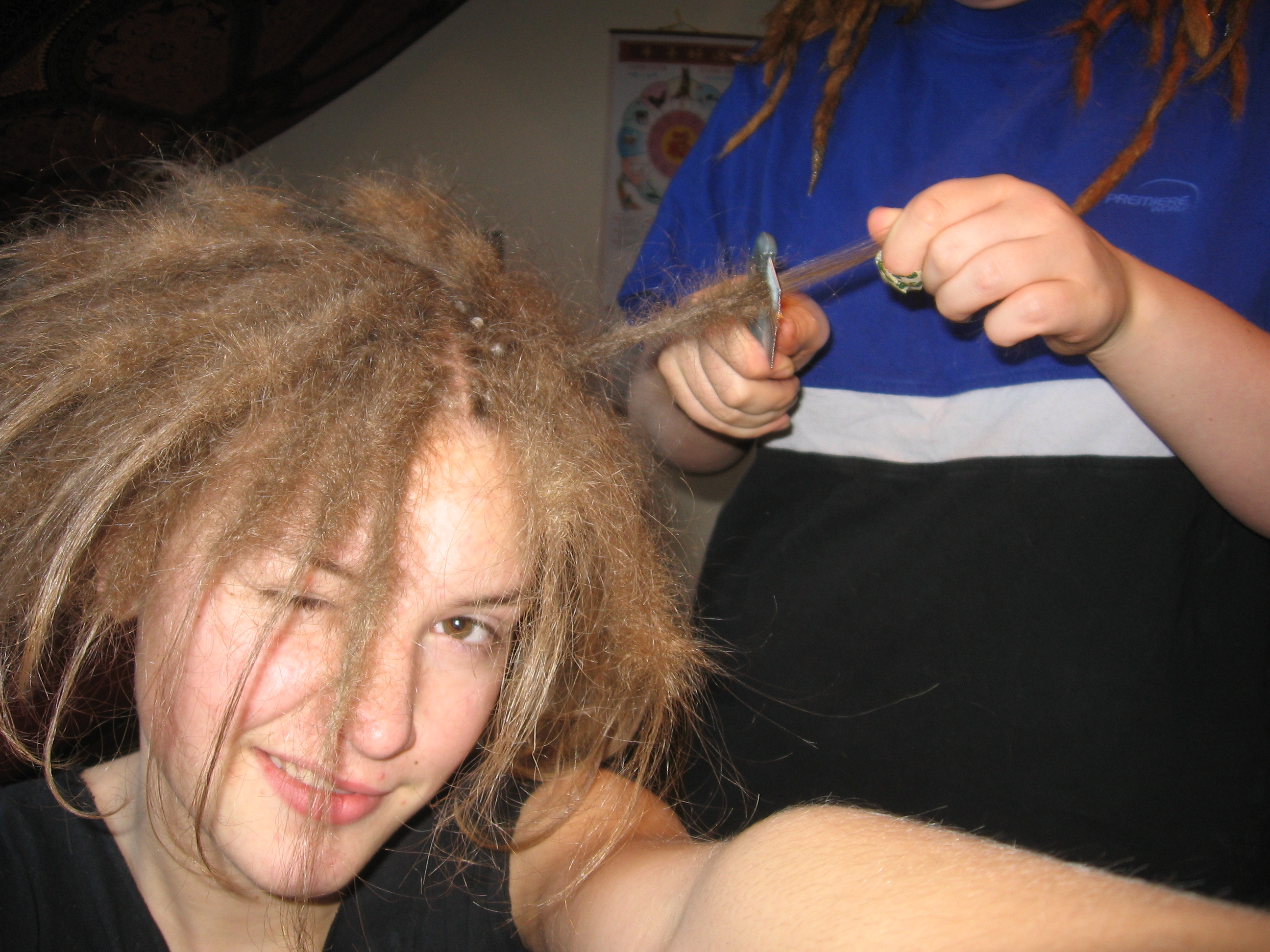
Wykonywanie dredów

Dredy (dreadloki, z ang. dreadlocks) – rodzaj fryzury powstałej ze sfilcowanych pęków włosów na głowie. Dredy są typowe dla osób identyfikujących się z filozofią ruchu Rastafari, ale noszone są także przez wiele innych grup i subkultur oraz w wyniku mody.

## Tworzenie
Dredy tworzy się zwykle tapirując grzebieniem i skręcając rękoma czyste, suche włosy. Dredy nie są od razu zbite, potrzebują czasu aby „dojrzeć”, wtedy stają się jednolite i nie można odróżnić w nich pojedynczych włosów. Istnieją też inne metody wykonania, takie jak filcowanie ostrą wełną warkoczyków albo prostych włosów (bardzo długi proces, ale efekt końcowy jest dobry), lub szydełkowanie (włosy wciąga się do środka natapirowanego pasma za pomocą szydełka grubości 0,5 do 0,85 mm). Istnieją także dredy syntetyczne, które są lżejsze, trwalsze oraz szybciej schną po umyciu niż naturalne. Nie są uznawane przez rastafarian. Zarówno syntetyczne i naturalne dredy wymagają dużej higieny i długotrwałej pielęgnacji. Higieniczne jest też robienie dredów z warkoczyków.

## Historia
Pierwsze wzmianki o dreadlokach pochodzą z ok. 2500 r. p.n.e. W utworach wedyjskich bóstwo Śiwa/Sziwa i jego wyznawcy opisani są jako „jaTaa”, co oznacza „noszący skręcone loki”. Słowo prawdopodobnie wyprowadzone zostało z drawidyjskiego słowa „caTai”, oznaczającego „skręcać, zawijać”.

## Dredy obecnie
Nowoczesne dredloki pojawiły około roku 1950 na Jamajce, wśród członków ruchu Rastafari. Podaje się, iż rastafarianie wzorowali się na afrykańskich wojownikach z plemienia Zulusów.
Istnieją również teorie ściśle oparte na filozofii Rasta, iż dready wywodzą się od Izraelitów (Hebrajczyków). W mniemaniu rastafarian, między innymi królowie Izraela – Dawid, oraz Salomon nosili długie dready. Według wierzeń rasta, Salomon i królowa Saby – Makeda, mieli dziecko – Menelika I, którego rzekomym potomkiem w linii prostej był cesarz Etiopii, uznawany za namiestnika Jah na ziemi – Haile Selassie I. Dlatego też wśród ważnych symboli religijnych kultury Rasta jest Gwiazda Dawida określana niekiedy jako „pieczęć Salomona”. To sugeruje, iż dready, tak jak inne motywy w kulturze rastafarian, mają bliski związek ze Starożytnym Izraelem i Etiopią, oraz posiadają znaczenie religijne.
Co więcej, mając na uwadze, iż rastafarianie utożsamiają się z Izraelitami, kulturę dreadlocków można powiązać ze zwyczajem zapuszczania długich pejsów, oraz niegolenia brody przez ortodoksyjnych Żydów: „Nie będziecie obcinać w kółko włosów na głowie. Nie będziesz golił włosów po bokach brody.” (Kpł. 19:27)
Ponadto duże znaczenie miał wpływ 36 412 hinduskich robotników najemnych, którzy między 1845 a 1917 rokiem wyemigrowali na Jamajkę. Hindusi przynieśli ze sobą swoją kulturę i obyczaje, w tym funkcję sadhu – wędrownego ascety, świętego człowieka, często z dredlokami. Podobnie jak kiedyś sadhu w Indiach żyli w obozach, do dziś wielu Rasta żyje w podobnych obozach i komunach. Artykuł dr. Ajai Mansinghaja z 18 czerwca 1982 w „Daily Gleaner” zawiera wzmiankę z fotografią (datowaną na ok. 1910 r.) przechowywaną w Instytucie Jamajki. Fotografie ukazują hinduskich robotników na plantacjach z długimi dreadlokami.

## Znaczenie w wierzeniach
Dredy mają dla rastafarian znaczenie duchowe. Symbolizują jedność z naturą, symbolizują też grzywę Lwa Judy. Niemniej, nie trzeba mieć dredów, by podążać drogą rasta. „You don’t haffi dread to be rasta”- głoszą słowa jednej z popularnych piosenek z kręgu rasta. Rastafarianie uznają tylko naturalne dredy.
Dredy w Rastafari prawdopodobnie wywodzą się z żydowskiego Nazireatu:
Przez cały czas trwania nazireatu nożyce nie dotkną jego głowy. Dopóki nie upłynie okres, na który poświęcił się Panu, będzie święty i ma pozwolić, by włosy jego rosły swobodnie. (Biblia Tysiąclecia, Księga Liczb 6:5)
All the days of the vow of his separation there shall no razor come upon his head: until the days be fulfilled, in the which he separateth himself unto the LORD, he shall be holy, and shall let the locks of the hair of his head grow. (Numbers 6:5, Biblia króla Jakuba (KJV), używanej przez rastafarian)